# Ophiactis affinis
Ophiactis affinis är en ormstjärneart som beskrevs av Duncan 1879. Ophiactis affinis ingår i släktet Ophiactis och familjen bandormstjärnor. Inga underarter finns listade i Catalogue of Life.